# 高昌义和王
高昌义和王（?—?），佚名，為中國古高昌的君主之一，屬麴氏高昌之列，他於613年至620年在位。年号有义和。613年，义和王发动政变，使麴伯雅失去王位。620年，麴伯雅復位。薛宗正認為所謂的義和政變、重光復辟及高昌義和王並非事實，實際當是麴伯雅改元義和，命其世子麴文泰為質於西突厥，後來麴文泰藉助西突厥率兵返國發動政變，以東宮世子的身份秉其國政，並改元重光，是為「重光政變」。